# Kaňkite
La kaňkite ou kankite est une espèce minérale de la famille des arséniates, et de formule chimique FeAsO4·3,5H2O se présentant sous forme de revêtements et croûtes botryoïdales vert-jaunâtre jusqu'à 7 mm d'épaisseur, de faible dureté (2 à 3 sur l'échelle de Mohs). 
Elle était considérée comme monoclinique avant l'étude de Majzlan, Palatinus et Plášil (2016). 
Approuvée en 1976, par l'IMA qui lui attribué le symbole Kňk la kaňkite doit son nom au quartier de la commune de Kutná Hora, nommé Kaňk, en République tchèque où se trouve la localité type : la mine médiévale Šafary et son terril. On la trouve en milieu naturel et sur d'autres terrils anciens de mines du XIIIe au XVe siècle.

## Classification
Dans la classification de Strunz, la kaňkite est considérée comme un arséniate sans anions supplémentaires, avec H2O, avec uniquement des cations de taille moyenne, RO4:H2O environ 1:2,5.
Pour la classification de Dana, la kankite est un arséniate hydraté, de type AXO4·xH2O,.

## Chimie et formation
La kankite a une masse molaire de 257,82 g/mol. Elle est hydratée à 24,46 %. Les oxydes composent la totalité de sa formule, notamment le pentoxyde d'arsenic As2O5 qui en occupe 44,57 %. 
| Composition | Composition |
| ----------- | ----------- |
| Fer         | 21,66 %     |
| Arsenic     | 29,06 %     |
| Hydrogène   | 2,74 %      |
| Oxygène     | 46,54 %     |

Elle est apparentée à l'hilarionite et facilement confondue avec elle, et souvent associé à la bukovskýite.
Majzlan, Palatinus et Plášil (2016) soulèvent le fait que sa structure cristalline est non encore élucidée, car le minéral se décompose sous vide en Fe2(AsO4)(HAsO4)(OH)(H2O), qui ressemble à FeAsO4·2H2O. La structure cristalline de cette phase de groupe d'espace Cc, présente des feuillets ondulés d'hétéropolyèdres. L'unité constitutive est constituée d'une paire d'octaèdres ferreux décorés par cinq tétraèdres d'arséniate. La kaňkite se déshydrate en FeAsO4·2H2O à 55-56 °C. Sa structure est supposée similaire à celle décrite ci-dessus, en termes de présence de feuillets ondulés.
La kaňkite a pu se former selon deux scénarios distincts. D'une part, le stade paragénétique 7, lors de la grande Oxydation, il y a 2,4 milliards d'années,  par une hydratation et une oxydation de minéraux antérieurs (mode 47a), à savoir des sulfates, sulfites, et sels d'arsenic, d'antimoine, de sélénium et de bismuth (modes 47b et 47d), d'autre part du fait de l'activité humaine, minière en l'occurence, (minéraux anthropiques au stade 10b et mode 55), il y a moins de 10 000 ans, comme c'est le cas pour le topotype de Kaňk.  

## Gîtologie et gisements
Ce minéral terreux jaune-vert composé de sphérules très fins, remplit les espaces vides dans les matériaux terreux ou formant un revêtement superficiel sur des fragments de quartz et d'autres matières.
Dans sa localité type, la kankite est un produit d'altération de l'arsénopyrite (mispickel) sur des haldes médiévales d'anciennes mines d'argent. Elle y cotoie du quartz, de la scorodite, de la pitticite, du gypse, de la bukovskýite, et de la zykaïte.
La base de données minéralogique Mindat.org recense 43 gisements dans le monde, principalement en Europe (31), et notamment 1 en France à Bellac en Haute-Vienne, la Fosse Profonde, une des mines de Vaulry.